# Argillemisca pilosa
Argillemisca pilosa är en tvåvingeart som först beskrevs av Pavel Lehr 1964.  Argillemisca pilosa ingår i släktet Argillemisca och familjen rovflugor. Inga underarter finns listade i Catalogue of Life.